# یوری لیپا
یوری لیپا (انگلیسی: Yurii Lypa; ۵ مهٔ ۱۹۰۰ – ۲۰ اوت ۱۹۴۴) شاعر، پزشک، و سیاستمدار اهل امپراتوری روسیه بود.